# Lista siturilor arheologice din județul Iași - D
Lista siturilor arheologice din județul Iași - D conține toate siturile arheologice din județul Iași înscrise în Repertoriul Arheologic Național (RAN) și aflate în localități al căror nume începe cu litera D. RAN este administrat de Ministerul Culturii și Patrimoniului Național și cuprinde date științifice, cartografice, topografice, imagini și planuri, precum și orice alte informații privitoare la zonele cu potențial arheologic, studiate sau nu, încă existente sau dispărute.
Puteți căuta un sit din localitățile care încep cu litera D folosind formularul de mai jos sau puteți naviga prin toate siturile din județ la Lista siturilor arheologice din județul Iași.
| Cod RAN                                  | Denumire | Localitate                                  | Adresă             | Datare                            | Descoperit | Coordonate | Imagine           | Erori            |
| ---------------------------------------- | --- | ------------------------------------------- | ------------------ | --------------------------------- | ---------- | ---------- | ----------------- | ---------------- |
| 96726.01.01                              | Situl arheologic de la Dagâța - "Dealul Țintirim II" / ansamblu anonim (Categorie: locuire civilă) (Tip: Așezare)           | sat Dagâța, comuna Dagâța                   | Dealul Țintirim II | geto-dacică                       |            |            | Încărcați imagine | Raportați eroare |
| 96726.01.02                              | Situl arheologic de la Dagâța - "Dealul Țintirim II" / ansamblu anonim (Categorie: locuire civilă) (Tip: Așezare)           | sat Dagâța, comuna Dagâța                   | Dealul Țintirim II | sec. VIII - X                     |            |            | Încărcați imagine | Raportați eroare |
| 96726.01.03                              | Situl arheologic de la Dagâța - "Dealul Țintirim II" / ansamblu anonim (Categorie: locuire civilă) (Tip: Așezare)           | sat Dagâța, comuna Dagâța                   | Dealul Țintirim II | sec. XI                           |            |            | Încărcați imagine | Raportați eroare |
| 96726.01.04                              | Situl arheologic de la Dagâța - "Dealul Țintirim II" / ansamblu anonim (Categorie: locuire civilă) (Tip: Așezare)           | sat Dagâța, comuna Dagâța                   | Dealul Țintirim II | sec. XVI - XVII                   |            |            | Încărcați imagine | Raportați eroare |
| 96726.02.01 (Cod LMI: IS-I-m-B-03576.02) | Situl arheologic de la Dagâța - "La Saivane" / ansamblu anonim (Categorie: locuire civilă) (Tip: Așezare)                   | sat Dagâța, comuna Dagâța                   | La Saivane         | geto-dacică sec. II a. Chr.       |            |            | Încărcați imagine | Raportați eroare |
| 96726.02.02 (Cod LMI: IS-I-m-B-03576.01) | Situl arheologic de la Dagâța - "La Saivane" / ansamblu anonim (Categorie: locuire civilă) (Tip: biserică)                  | sat Dagâța, comuna Dagâța                   | La Saivane         |                                   |            |            | Încărcați imagine | Raportați eroare |
| 95186.01.01 (Cod LMI: IS-I-m-B-03577.04) | Situl arheologic de la Dancu / ansamblu anonim (Categorie: locuire civilă) (Tip: Așezare)                                   | sat Dancu, comuna Holboca                   |                    | Noua                              |            |            | Încărcați imagine | Raportați eroare |
| 95186.01.02 (Cod LMI: IS-I-m-B-03577.03) | Situl arheologic de la Dancu / ansamblu anonim (Categorie: locuire civilă) (Tip: Așezare)                                   | sat Dancu, comuna Holboca                   |                    | geto-dacică sec. III - II a. Chr. |            |            | Încărcați imagine | Raportați eroare |
| 95186.01.03 (Cod LMI: IS-I-m-B-03577.02) | Situl arheologic de la Dancu / ansamblu anonim (Categorie: locuire civilă) (Tip: Așezare)                                   | sat Dancu, comuna Holboca                   |                    | sec. IV                           |            |            | Încărcați imagine | Raportați eroare |
| 95186.01.04 (Cod LMI: IS-I-m-B-03577.01) | Situl arheologic de la Dancu / ansamblu anonim (Categorie: locuire civilă) (Tip: Așezare)                                   | sat Dancu, comuna Holboca                   |                    | sec.XVII-XVIII                    |            |            | Încărcați imagine | Raportați eroare |
| 96897.01.01                              | Așezarea de la Dobrovăț - "Cetățuie" / ansamblu anonim (Categorie: locuire civilă) (Tip: Așezare)                           | sat Dobrovăț, comuna Dobrovăț               | Cetățuie           | geto-dacică sec. IV - III a. Chr. |            |            | Încărcați imagine | Raportați eroare |
| 96897.01.02                              | Așezarea de la Dobrovăț - "Cetățuie" / ansamblu anonim (Categorie: locuire civilă) (Tip: Așezare)                           | sat Dobrovăț, comuna Dobrovăț               | Cetățuie           | geto-dacică sec. III - II a. Chr. |            |            | Încărcați imagine | Raportați eroare |
| 96897.02.01                              | Fortificația medievală de la Dobrovăț - "Palanca" / ansamblu anonim (Categorie: fortificație) (Tip: Fortificație)           | sat Dobrovăț, comuna Dobrovăț               | Palanca            |                                   |            |            | Încărcați imagine | Raportați eroare |
| 96897.03.01                              | Așezarea de la Dobrovăț - "Tarlaua Velnița" / ansamblu anonim (Categorie: locuire civilă) (Tip: Așezare)                    | sat Dobrovăț, comuna Dobrovăț               | Tarlaua Velnița    | sec. IV                           |            |            | Încărcați imagine | Raportați eroare |
| 96897.03.02                              | Așezarea de la Dobrovăț - "Tarlaua Velnița" / ansamblu anonim (Categorie: locuire civilă) (Tip: Așezare)                    | sat Dobrovăț, comuna Dobrovăț               | Tarlaua Velnița    | sec. XVI - XVII                   |            |            | Încărcați imagine | Raportați eroare |
| 98453.01.01 (Cod LMI: IS-I-m-B-03581.03) | Situl arheologic de la Dobroșcani - "Dealul Gagea" / ansamblu anonim (Categorie: locuire civilă) (Tip: Așezare)             | sat Dobroșcani, comuna Popești              | Dealul Gagea       | Horodiștea - Foltești - II        |            |            | Încărcați imagine | Raportați eroare |
| 98453.01.02 (Cod LMI: IS-I-m-B-03581.02) | Situl arheologic de la Dobroșcani - "Dealul Gagea" / ansamblu anonim (Categorie: locuire civilă) (Tip: Așezare)             | sat Dobroșcani, comuna Popești              | Dealul Gagea       | Noua                              |            |            | Încărcați imagine | Raportați eroare |
| 98453.01.03 (Cod LMI: IS-I-m-B-03581.01) | Situl arheologic de la Dobroșcani - "Dealul Gagea" / ansamblu anonim (Categorie: locuire civilă) (Tip: Așezare)             | sat Dobroșcani, comuna Popești              | Dealul Gagea       | geto-dacică sec. III - II a. Chr. |            |            | Încărcați imagine | Raportați eroare |
| 98453.02.01 (Cod LMI: IS-I-m-B-03582.04) | Situl arheologic de la Dobroșcani - "Dealul Viilor" / ansamblu anonim (Categorie: locuire civilă) (Tip: Așezare)            | sat Dobroșcani, comuna Popești              | Dealul Viilor      | Cucuteni - A                      |            |            | Încărcați imagine | Raportați eroare |
| 98453.02.02 (Cod LMI: IS-I-m-B-03582.01) | Situl arheologic de la Dobroșcani - "Dealul Viilor" / ansamblu anonim (Categorie: locuire civilă) (Tip: vatră)              | sat Dobroșcani, comuna Popești              | Dealul Viilor      | sec.XV-XVII                       |            |            | Încărcați imagine | Raportați eroare |
| 98453.02.03 (Cod LMI: IS-I-m-B-03582.02) | Situl arheologic de la Dobroșcani - "Dealul Viilor" / ansamblu anonim (Categorie: locuire civilă) (Tip: Așezare)            | sat Dobroșcani, comuna Popești              | Dealul Viilor      |                                   |            |            | Încărcați imagine | Raportați eroare |
| 98453.02.04 (Cod LMI: IS-I-m-B-03582.03) | Situl arheologic de la Dobroșcani - "Dealul Viilor" / ansamblu anonim (Categorie: locuire civilă) (Tip: Așezare)            | sat Dobroșcani, comuna Popești              | Dealul Viilor      | Noua                              |            |            | Încărcați imagine | Raportați eroare |
| 96281.01.01 (Cod LMI: IS-I-m-B-03583.01) | Situl arheologic de la Dumbrava - "La Căprărie" / ansamblu anonim (Categorie: locuire civilă) (Tip: Așezare)                | sat Dumbrava, comuna Ciurea                 | La Căprărie        | sec. I - II                       |            |            | Încărcați imagine | Raportați eroare |
| 96281.01.02 (Cod LMI: IS-I-m-B-03583.02) | Situl arheologic de la Dumbrava - "La Căprărie" / ansamblu anonim (Categorie: locuire civilă) (Tip: Așezare)                | sat Dumbrava, comuna Ciurea                 | La Căprărie        | Horodiștea - Erbiceni             |            |            | Încărcați imagine | Raportați eroare |
| 96281.02.01 (Cod LMI: IS-I-m-B-03584.08) | Situl arheologic de la Dumbrava / ansamblu anonim (Categorie: locuire civilă) (Tip: Așezare)                                | sat Dumbrava, comuna Ciurea                 |                    |                                   |            |            | Încărcați imagine | Raportați eroare |
| 96281.02.02 (Cod LMI: IS-I-m-B-03584.07) | Situl arheologic de la Dumbrava / ansamblu anonim (Categorie: locuire civilă) (Tip: Așezare)                                | sat Dumbrava, comuna Ciurea                 |                    | sec. II - III                     |            |            | Încărcați imagine | Raportați eroare |
| 96281.02.03 (Cod LMI: IS-I-m-B-03584.06) | Situl arheologic de la Dumbrava / ansamblu anonim (Categorie: locuire civilă) (Tip: Așezare)                                | sat Dumbrava, comuna Ciurea                 |                    | sec. IV                           |            |            | Încărcați imagine | Raportați eroare |
| 96281.02.04 (Cod LMI: IS-I-m-B-03584.05) | Situl arheologic de la Dumbrava / ansamblu anonim (Categorie: locuire civilă) (Tip: Așezare)                                | sat Dumbrava, comuna Ciurea                 |                    | sec. VII - X                      |            |            | Încărcați imagine | Raportați eroare |
| 96281.02.05 (Cod LMI: IS-I-m-B-03584.04) | Situl arheologic de la Dumbrava / ansamblu anonim (Categorie: locuire civilă) (Tip: Așezare)                                | sat Dumbrava, comuna Ciurea                 |                    | sec. XI - XII                     |            |            | Încărcați imagine | Raportați eroare |
| 96281.02.06 (Cod LMI: IS-I-m-B-03584.03) | Situl arheologic de la Dumbrava / ansamblu anonim (Categorie: locuire civilă) (Tip: Așezare)                                | sat Dumbrava, comuna Ciurea                 |                    | sec. XIII - XIV                   |            |            | Încărcați imagine | Raportați eroare |
| 96281.02.07 (Cod LMI: IS-I-m-B-03584.02) | Situl arheologic de la Dumbrava / ansamblu anonim (Categorie: locuire civilă) (Tip: Așezare)                                | sat Dumbrava, comuna Ciurea                 |                    | sec. XV                           |            |            | Încărcați imagine | Raportați eroare |
| 96281.02.08 (Cod LMI: IS-I-m-B-03584.01) | Situl arheologic de la Dumbrava / ansamblu anonim (Categorie: locuire civilă) (Tip: Așezare)                                | sat Dumbrava, comuna Ciurea                 |                    | sec. XV - XVIII                   |            |            | Încărcați imagine | Raportați eroare |
| 96959.01.01                              | Așezarea preistorică de la Dumești - "Coasta Viei" / ansamblu anonim (Categorie: locuire civilă) (Tip: Așezare)             | sat Dumești, comuna Dumești                 | Coasta Viei        | Cucuteni - A                      |            |            | Încărcați imagine | Raportați eroare |
| 96959.01.02                              | Așezarea preistorică de la Dumești - "Coasta Viei" / ansamblu anonim (Categorie: locuire civilă) (Tip: Așezare)             | sat Dumești, comuna Dumești                 | Coasta Viei        | Cucuteni - B                      |            |            | Încărcați imagine | Raportați eroare |
| 96959.01.03                              | Așezarea preistorică de la Dumești - "Coasta Viei" / ansamblu anonim (Categorie: locuire civilă) (Tip: Așezare)             | sat Dumești, comuna Dumești                 | Coasta Viei        | Horodiștea - Erbiceni             |            |            | Încărcați imagine | Raportați eroare |
| 96959.02.01                              | Situl arheologic de la Dumești - "Valea Osânzei" / ansamblu anonim (Categorie: locuire civilă) (Tip: Așezare)               | sat Dumești, comuna Dumești                 | Valea Osânzei      |                                   |            |            | Încărcați imagine | Raportați eroare |
| 96959.02.02                              | Situl arheologic de la Dumești - "Valea Osânzei" / ansamblu anonim (Categorie: locuire civilă) (Tip: Așezare)               | sat Dumești, comuna Dumești                 | Valea Osânzei      | sec. III - IV                     |            |            | Încărcați imagine | Raportați eroare |
| 96959.02.03                              | Situl arheologic de la Dumești - "Valea Osânzei" / ansamblu anonim (Categorie: locuire civilă) (Tip: Așezare)               | sat Dumești, comuna Dumești                 | Valea Osânzei      | sec. XV - XVI                     |            |            | Încărcați imagine | Raportați eroare |
| 96959.02.04                              | Situl arheologic de la Dumești - "Valea Osânzei" / ansamblu anonim (Categorie: locuire civilă) (Tip: Așezare)               | sat Dumești, comuna Dumești                 | Valea Osânzei      | sec. XVII - XVIII                 |            |            | Încărcați imagine | Raportați eroare |
| 98854.01.01 (Cod LMI: IS-I-m-B-03587.05) | Așezarea de la Dumitreștii Gălății - "Rachita I - II" / ansamblu anonim (Categorie: locuire civilă) (Tip: Așezare)          | sat Dumitreștii Gălății, comuna Schitu Duca | Rachita I - II     | gravettian                        |            |            | Încărcați imagine | Raportați eroare |
| 98854.01.02 (Cod LMI: IS-I-m-B-03587.04) | Așezarea de la Dumitreștii Gălății - "Rachita I - II" / ansamblu anonim (Categorie: locuire civilă) (Tip: Așezare)          | sat Dumitreștii Gălății, comuna Schitu Duca | Rachita I - II     |                                   |            |            | Încărcați imagine | Raportați eroare |
| 98854.01.03 (Cod LMI: IS-I-m-B-03587.03) | Așezarea de la Dumitreștii Gălății - "Rachita I - II" / ansamblu anonim (Categorie: locuire civilă) (Tip: Așezare)          | sat Dumitreștii Gălății, comuna Schitu Duca | Rachita I - II     | sec. III - I a. Chr.              |            |            | Încărcați imagine | Raportați eroare |
| 98854.01.04 (Cod LMI: IS-I-m-B-03587.02) | Așezarea de la Dumitreștii Gălății - "Rachita I - II" / ansamblu anonim (Categorie: locuire civilă) (Tip: Așezare)          | sat Dumitreștii Gălății, comuna Schitu Duca | Rachita I - II     | sec. II-III                       |            |            | Încărcați imagine | Raportați eroare |
| 98854.01.05 (Cod LMI: IS-I-m-B-03587.01) | Așezarea de la Dumitreștii Gălății - "Rachita I - II" / ansamblu anonim (Categorie: locuire civilă) (Tip: Așezare)          | sat Dumitreștii Gălății, comuna Schitu Duca | Rachita I - II     | sec. IV                           |            |            | Încărcați imagine | Raportați eroare |
| 98854.02.01 (Cod LMI: IS-I-m-B-03588.04) | Situl arheologic de la Dumitreștii Gălății - "Tarlaua Cimitir" / ansamblu anonim (Categorie: locuire civilă) (Tip: Așezare) | sat Dumitreștii Gălății, comuna Schitu Duca | Tarlaua Cimitir    | gravettian                        |            |            | Încărcați imagine | Raportați eroare |
| 98854.02.02 (Cod LMI: IS-I-m-B-03588.03) | Situl arheologic de la Dumitreștii Gălății - "Tarlaua Cimitir" / ansamblu anonim (Categorie: locuire civilă) (Tip: Așezare) | sat Dumitreștii Gălății, comuna Schitu Duca | Tarlaua Cimitir    | geto-dacică sec. II a. Chr.       |            |            | Încărcați imagine | Raportați eroare |
| 98854.02.03 (Cod LMI: IS-I-m-B-03588.02) | Situl arheologic de la Dumitreștii Gălății - "Tarlaua Cimitir" / ansamblu anonim (Categorie: locuire civilă) (Tip: Așezare) | sat Dumitreștii Gălății, comuna Schitu Duca | Tarlaua Cimitir    | geto-dacică sec. II - III         |            |            | Încărcați imagine | Raportați eroare |
| 98854.02.04 (Cod LMI: IS-I-m-B-03588.01) | Situl arheologic de la Dumitreștii Gălății - "Tarlaua Cimitir" / ansamblu anonim (Categorie: locuire civilă) (Tip: Așezare) | sat Dumitreștii Gălății, comuna Schitu Duca | Tarlaua Cimitir    | sec.IV                            |            |            | Încărcați imagine | Raportați eroare |
| 96913.01.01                              | Situl arheologic de la Dolhești - "La Ulm" / ansamblu anonim (Categorie: locuire civilă) (Tip: Așezare)                     | sat Dolhești, comuna Dolhești               | La Ulm             | sec. XVII-XVIII                   |            |            | Încărcați imagine | Raportați eroare |
| 96913.01.02                              | Situl arheologic de la Dolhești - "La Ulm" / ansamblu anonim (Categorie: locuire civilă) (Tip: Așezare)                     | sat Dolhești, comuna Dolhești               | La Ulm             | Cucuteni - Cucuteni A-B           |            |            | Încărcați imagine | Raportați eroare |